# Sutton (constructor)
 Sutton  va ser un constructor estatunidenc de cotxes de competició.
Sutton va competir a 1 sola cursa del campionat del món de la Fórmula 1 la temporada 1959.
Va disputar només la cursa del Gran Premi d'Indianapolis 500, no tornant a competir al món de la F1.

## Resultats a la F1
| Temporada | Pilot       | Graella | Classificació | Punts | Retirada | Resultats |
| --------- | ----------- | ------- | ------------- | ----- | -------- | --------- |
| 1959      | Mike Magill | 31      | Ret           |       | Accident | Resultats |